# Placebo (musikalbum)
Placebo är musikgruppen Placebos debutalbum som släpptes på skivbolaget Elevator Music 17 juli 1996.

## Katalognr
- Cd: CDFLOOR2
- 12": FLOORLP2

## Singlar
- 36 Degrees
- Teenage Angst
- Nancy Boy
- Bruise Pristine

## Låtlista
1. "Come Home"
2. "Teenage Angst
3. "Bionic"
4. "36 Degrees"
5. "Hang On To Your IQ"
6. "Nancy Boy"
7. "I Know"
8. "Bruise Pristine"
9. "Lady Of The Flowers"
10. "Swallow"
11. "H.K. Farewell" (hidden track, instrumental)